# Wenceslao Escalante
Wenceslao Escalante es una localidad ubicada en el departamento Unión de la Provincia de Córdoba, Argentina.
La localidad se encuentra a aproximadamente 280 km de la Ciudad de Córdoba, en la pedanía Ascasubi, sobre la ruta provincial RP 11.
La principal actividad económica es la agricultura seguida por la ganadería, siendo el principal cultivo la soja seguida por el maíz.
De aquí es oriundo el Dr Rolando Juan Mottino quien llevó a cabo por más de 48 años la labor de médico rural en el sur Cordobés más exactamente en la localidad de Chazón y dedicó su vida al servicio de los enfermos sin distinción  de condición alguna.

## Toponimia
La localidad debe su nombre a Wenceslao Escalante (1852-1912) quien fuera ministro de Agricultura durante el gobierno del presidente Julio Argentino Roca.

## Geografía

### Población
Cuenta con 1488 habitantes (Indec, 2022), lo que representa un descenso del 1% frente a los 1,504 habitantes (Indec, 2010) del censo anterior. 
| Gráfica de evolución demográfica de Wenceslao Escalante entre 1991 y 2022 |
|                                                                           |
| Fuente: Censos nacionales del INDEC                                       |

### Clima
El clima es templado. La temperatura media anual es de 19 °C. Hay veranos calurosos con máximas cerca de 40 °C e inviernos fríos y húmedos con algunas mínimas por debajo de 0 °C. El régimen pluviométrico registra durante el año la media de 800 mm.

## Clubes
- Club Guillermo Renny
- Club de Caza, Tiro y Pesca